# Anne Wyckmans
Anne Wyckmans (22 september 1950, Mechelen) is een Vlaams auteur, vooral voor de jeugd. 
Anne Wyckmans woont in het Pajottenland. Ze schrijft voor diverse leeftijden, van peuters tot adolescenten. Ze schrijft kinder- en jeugdboeken, toneelstukken, geeft workshops (onder andere) verhalen vertellen en is actief in tal van verenigingen. Van 2001 tot 2006 was Anne Wyckmans ook gemeenteraadslid in Lennik.
Anne werd verpleegster, onthaalmoeder en had een tweedehandszaak. Ze werkte in een vormingsinstelling en gaf les aan onthaalouders, kinderverzorgenden, polyvalent verzorgenden en poetshulpen. Vanaf september 2005 werkte ze in het Vlaams Centrum voor Amateurskunsten.
In 1999 kwam haar eerste boek uit. Ondertussen verschenen tussen 20 en dertig boeken en 4 toneelstukken van haar hand.
Enkele boeken van haar werden ook vertaald in het Frans. Ze trekt regelmatig het land rond als spreker (over haar boeken) en verteller.
Enkele opmerkelijke projecten van haar in de recente jaren zijn ook de verhalenavond i.s.m. Amnesty International over misbruik en miserie bij jongeren in de derde wereld en ook het schrijven van een viertal boeken samen met 4 kinderen tussen 9 en 11 jaar volgens hun idee, een project in samenwerking met de Lennikse bibliotheek en collega-jeugdschrijver Mario Demesmaeker.

## Bekroonde boeken
- Infuus voor een sneeuwman (adolescenten 1999)
- Een kus voor zus (2001)